# Chmielowice (Opole)

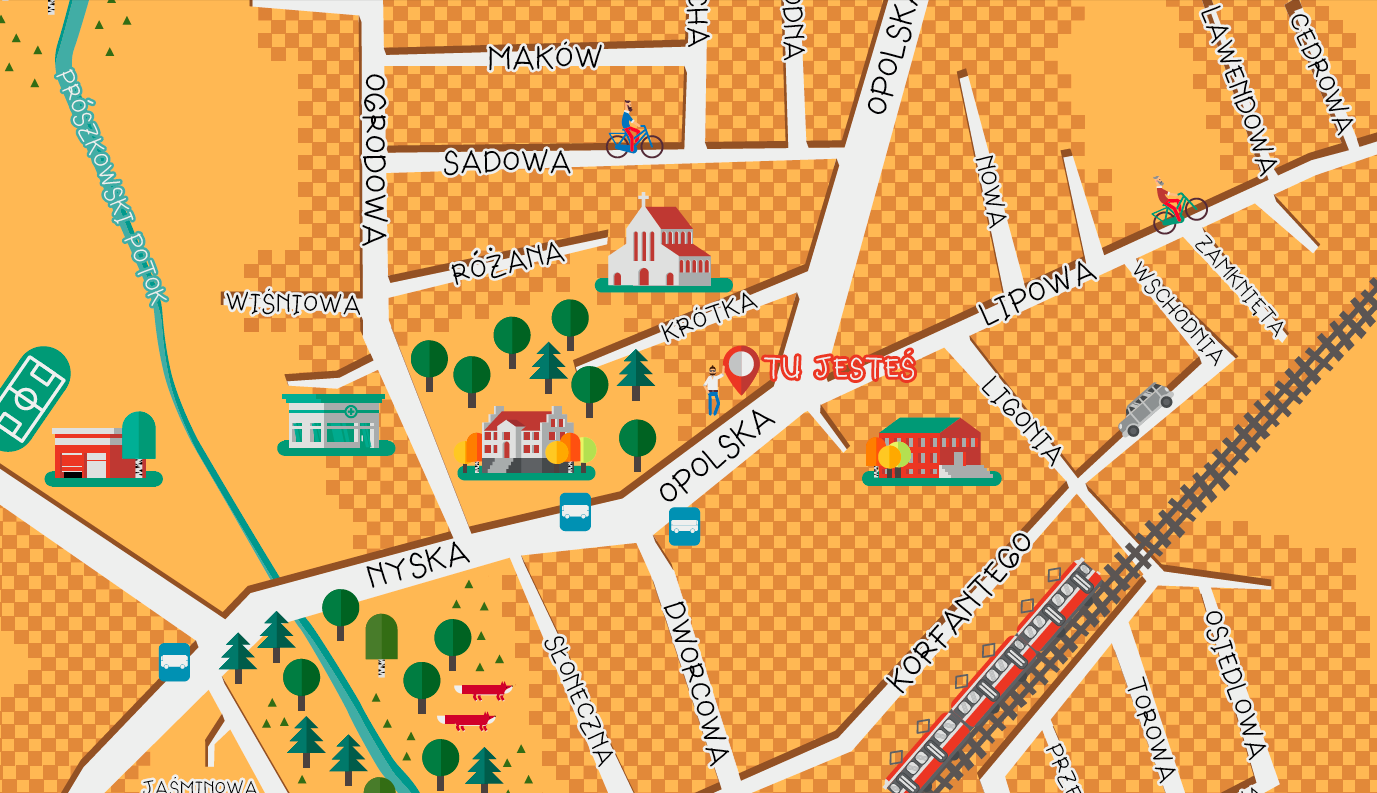
Fragment planu Chmielowic zamontowanego w centrum wsi w sierpniu 2015

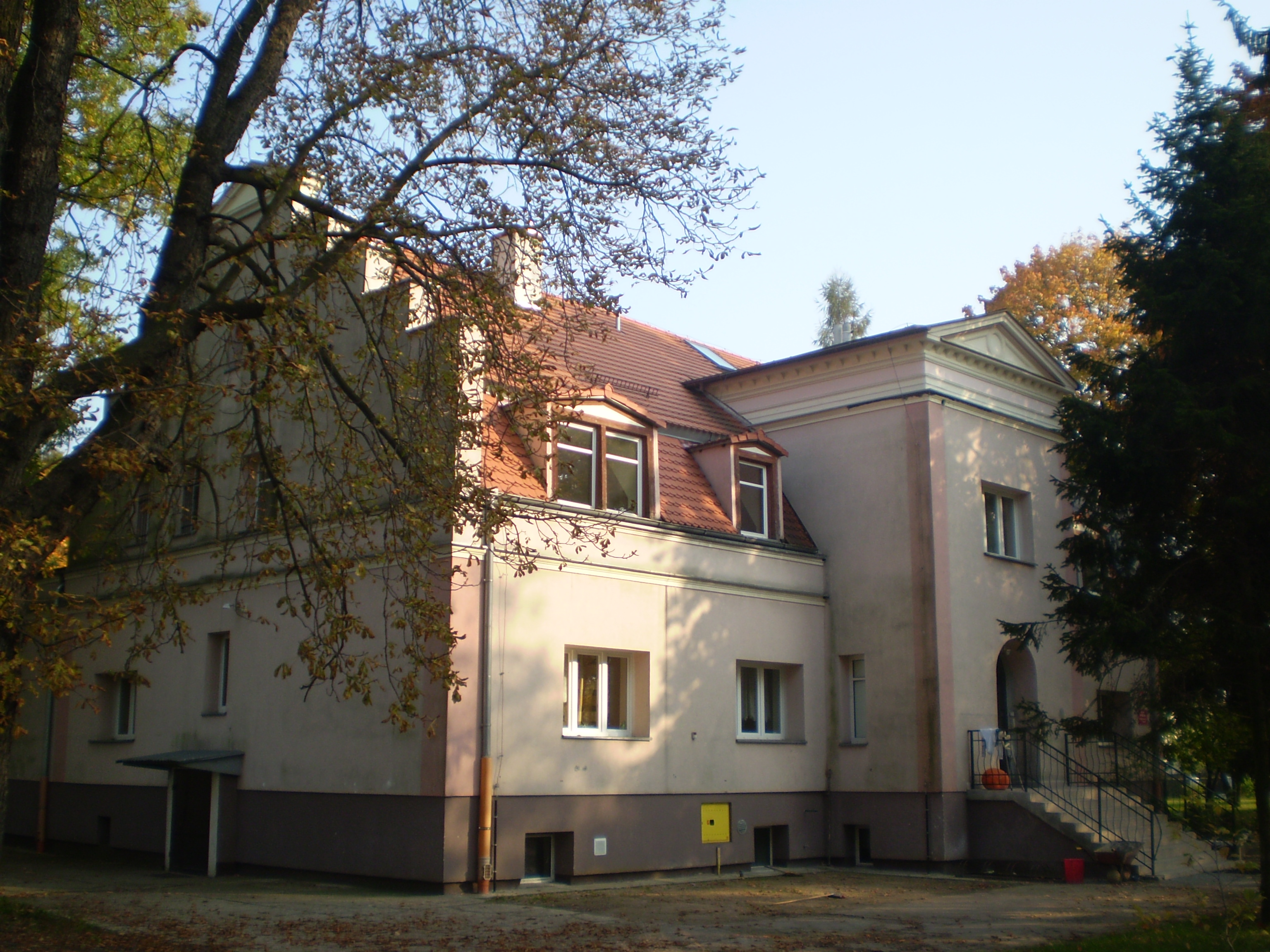
Dawny dwór rodziny von Donat, obecnie Państwowy Dom Dziecka

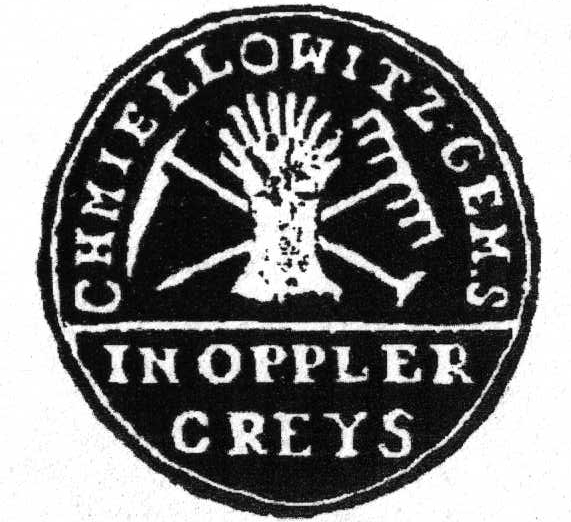
Stara pieczęć gminna

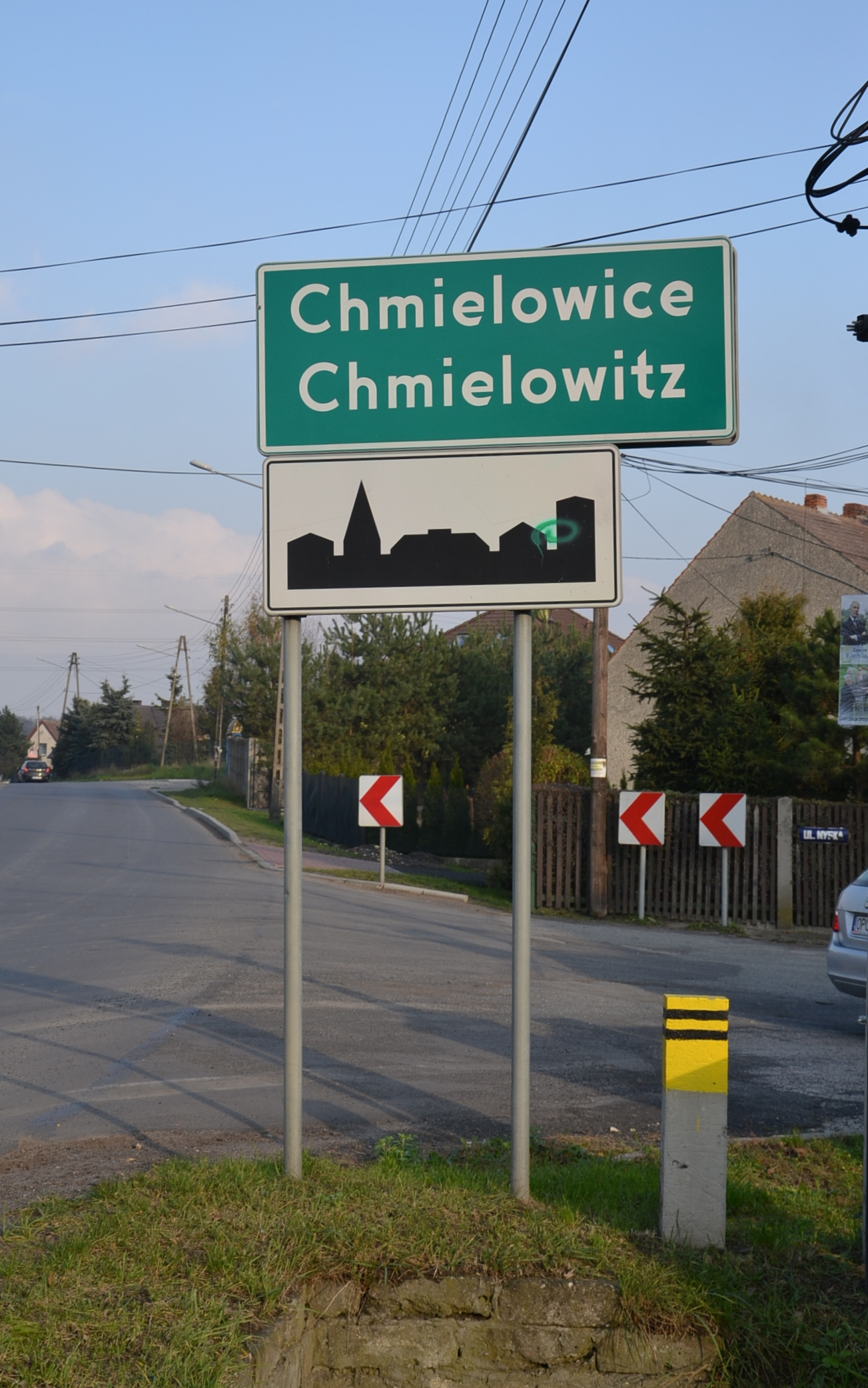
Polsko-niemiecka tablica z błędem w języku niemieckim - jednym L zamiast dwóch. Została usunięta z początkiem 2017 roku

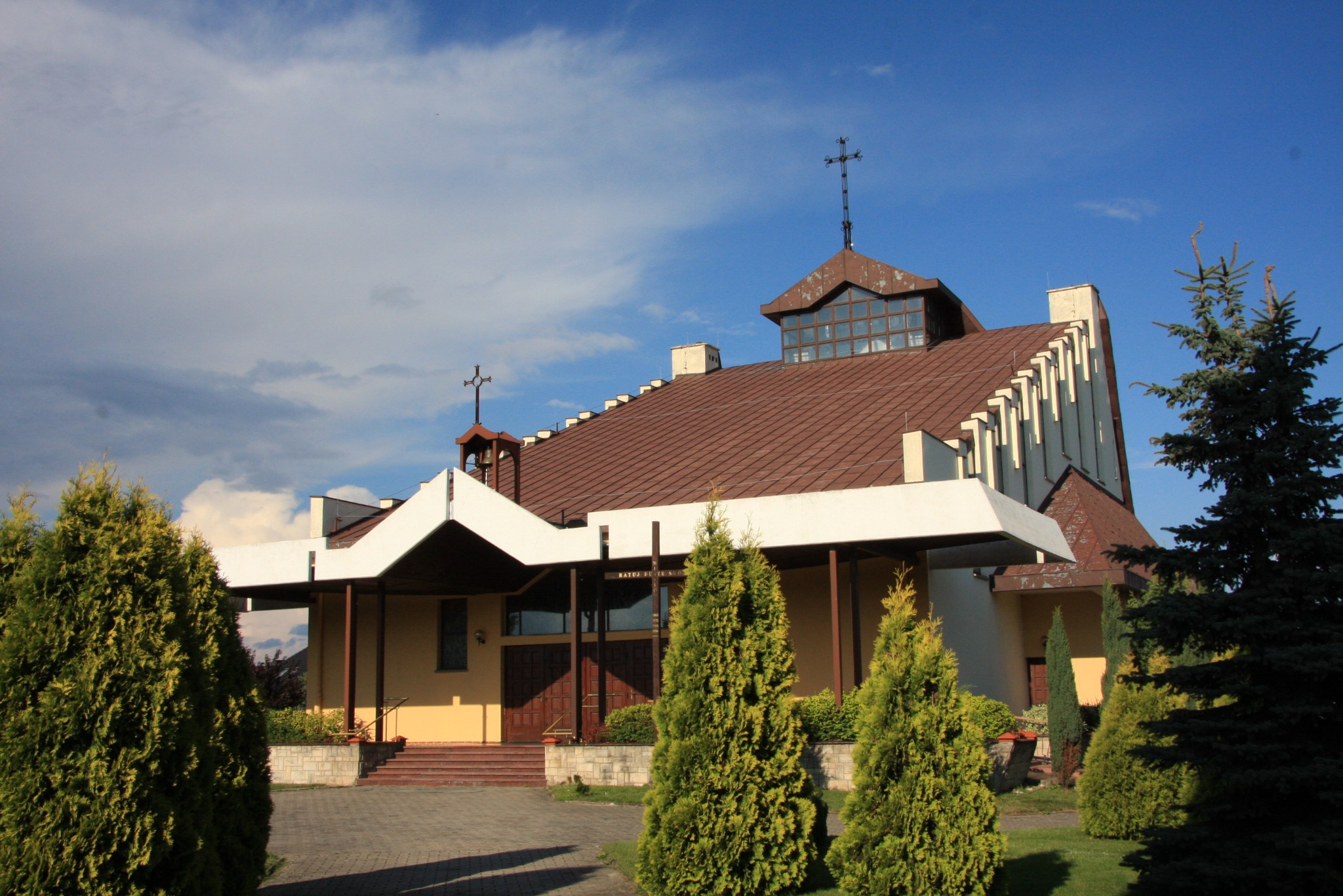
Kościół pw. św. Anny Samotrzeciej w Chmielowicach

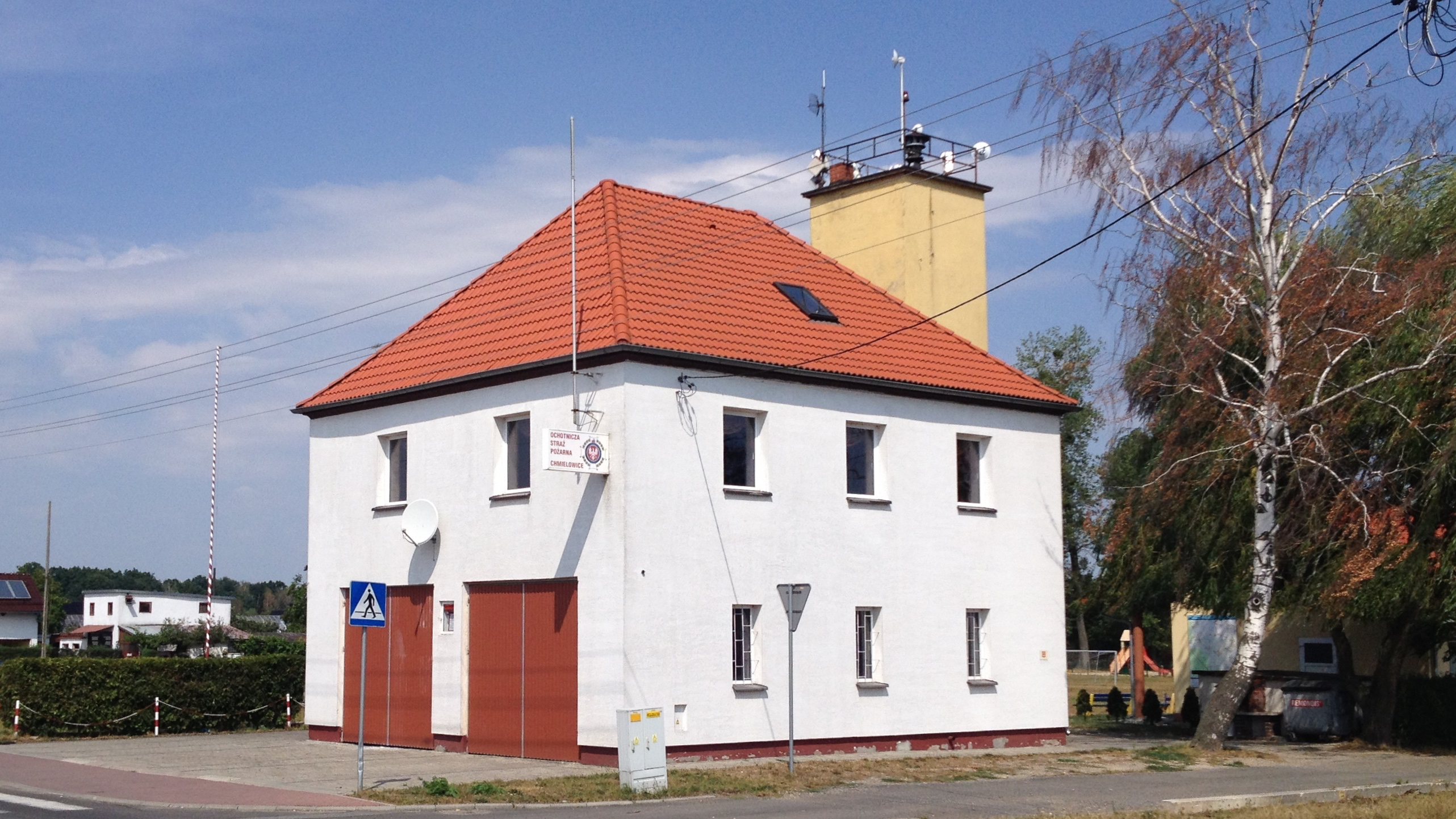
Remiza OSP Chmielowice

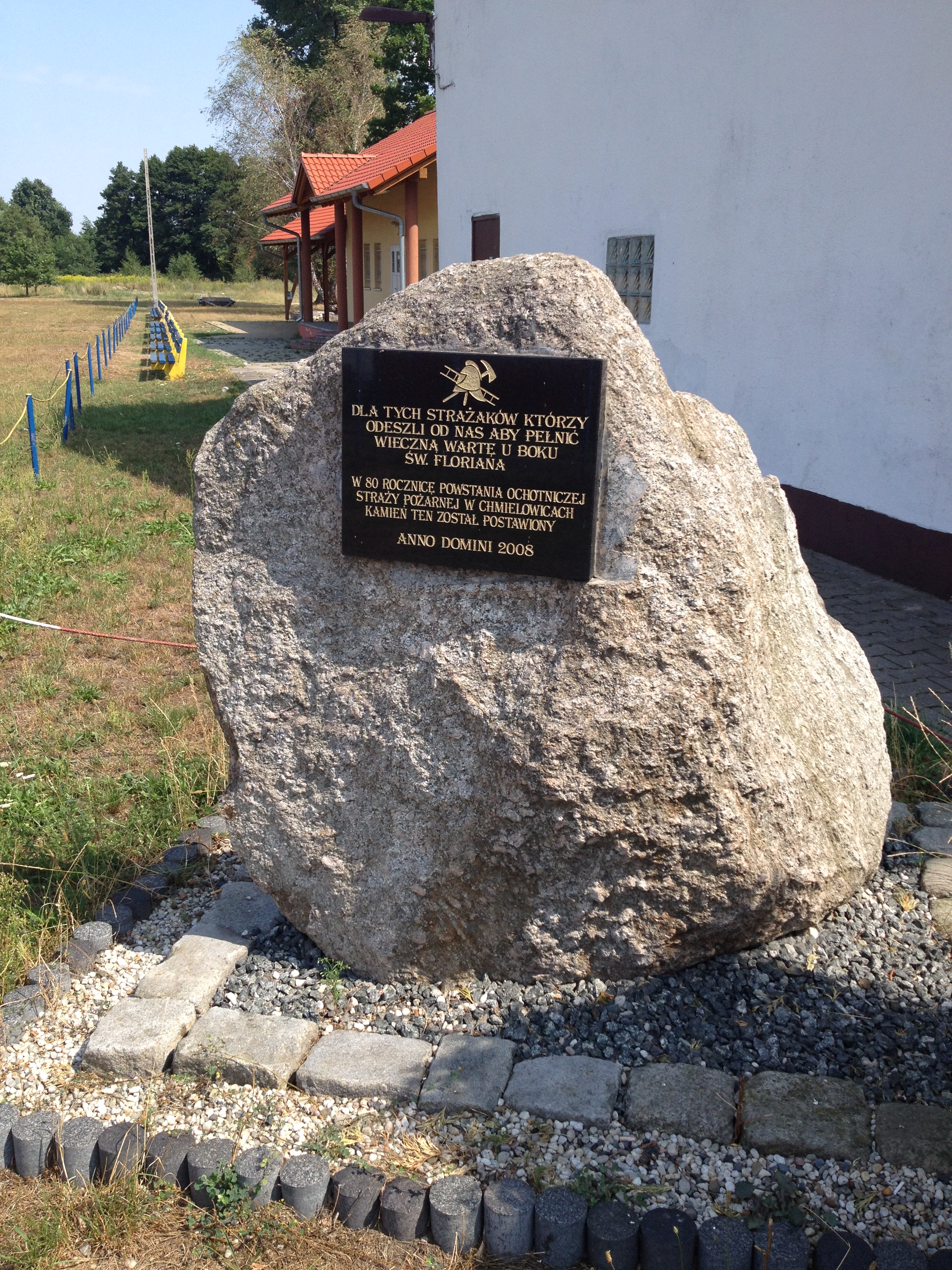
Kamień pamiątkowy ku czci strażaków

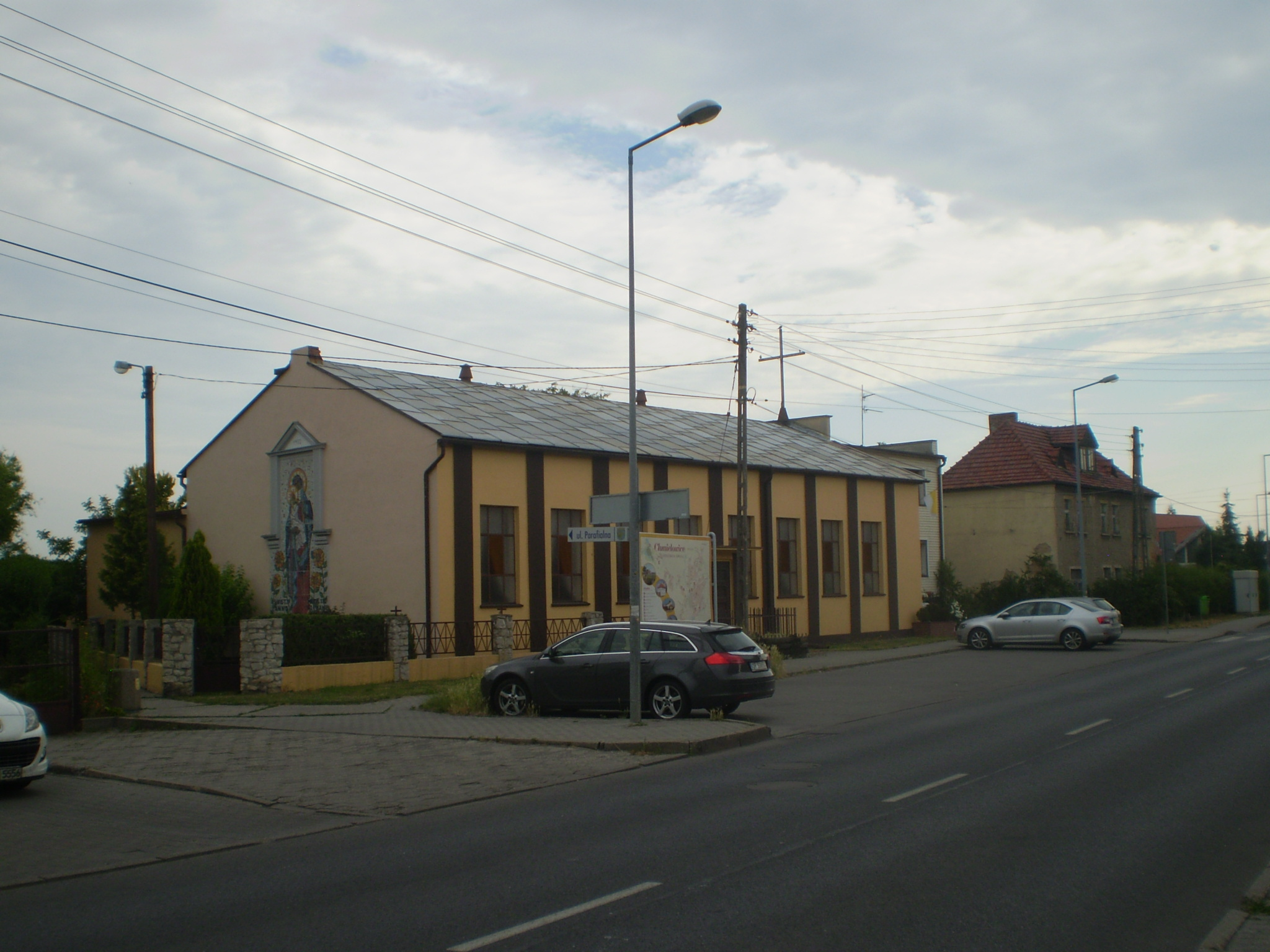
Sala parafialna w Chmielowicach

Chmielowice (dodatkowa nazwa w j. niem. Chmiellowitz) – część miasta Opole w Polsce położonego w województwie opolskim.
Chmielowice leżą nad Prószkowskim Potokiem.
Miejscowość wraz z całym obrębem ewidencyjnym wsi włączono do Opola 1 stycznia 2017. Przed włączaniem miejscowość była wsią położoną w województwie opolskim, w powiecie opolskim, w gminie Komprachcice.
W latach 1954–1961 wieś należała i była siedzibą władz gromady Chmielowice, po jej zniesieniu w gromadzie Komprachcice. 

## Nazwa
Według niemieckiego nauczyciela Heinricha Adamy’ego nazwa pochodzi od polskiej nazwy "chmielu" - "von chmiel = hopfen", która najpewniej była nazwiskiem pierwotnego właściciela. Identyczną, dzierżawczą etymologię mają okoliczne miejscowości (Boguszyce, Szczepanowice, Żerkowice, Komprachcice, również Dziekaństwo w swej pierwotnej postaci "Dziekanowice"). W swoim dziele o nazwach miejscowych na Śląsku wydanym w 1888 roku we Wrocławiu wymienia pierwotną nazwę w obecnej polskiej formie "Chmielowice" podając jej znaczenie "Hopfendorf" czyli w tłumaczeniu "Chmielowa wieś". Nazwa wsi została później zgermanizowana na Chmiellowitz i utraciła swoje pierwotne znaczenie.
Ze względu na polskie pochodzenie nazwy, nazistowska administracja III Rzeszy zmieniła ją nową, całkowicie niemiecką, będącą formą tłumaczenia poprzedniej nazwy (Hopfental), używaną w latach 1934–1945.

## Historia do 1800
Dnia 17 XI 1295 r. biskup wrocławski Jan Romka wraz z księciem opolskim Bolkiem I wydał dokument wyznaczający nowe granice dóbr kościelnych w Opolu i okolicach. Wymienia on szereg nazw miejscowości (m.in. lokalizuje on wsie: Półwieś, Szczepanowice, Źlinice, Boguszyce, Ochodze, Złotniki, Chrząszczyce), nie wspomina jednak wprost o Chmielowicach. W roku 1295 miejscowość jak i okoliczne wsie stanowiły własność kościoła św. Wojciecha w Opolu.Wzmianka o „alodiach i ogrodach koło Opola” dotyczy zapewne i Chmielowic, gdyż jedenaście lat później zapisano wzmiankę o posiadaczu dóbr pod Opolem, którym był Jakusz Chmelov (syna Chmela/Chmiela). Konkretny zapis wymieniający z nazwy "Chmelowicze" datowany jest na 7 marca 1386 roku. Wydała go kancelaria Jana Kropidły, potwierdzając sprzedaż wsi, wraz z dworzyszczem, folwarkiem, młynem i przynależnościami. Z rąk Tomasza Bischofshaima przeszła w ręce Gregora Gaszowca/Gąsowicza (zapisanemu jako "Gassowiecz"). Cena 100 grzywien wskazuje, że Chmielowice w tym czasie mogły liczyć nawet do 250 hektarów.
Z 1447 roku pochodzi informacja o jednym z kolejnych właścicieli - był nim Mikołaj Kitczka. Następnych wymieniają dopiero dokumenty z początku XVII wieku. Weszły wtedy w skład rozległych posiadłości (Krapkowice, Otmęt, Górażdże, Wysoka, Strzebniów, Gogolin) Joachima Buchty. Od 1629 roku Chmielowice należały do Joachima Tschetschau-Mettich (obok m.in. Dąbrowy Niemodlińskiej i Żerkowic). 
Po roku 1687 miejscowość należała do wikariatu duszpasterstwa opolskiego.
W XVIII stuleciu, w księgach parafialnych obecnej katedry, pojawiają się pierwsze zachowane informacje o chrztach najmłodszych mieszkańców Chmielowic. Pierwszą zapisaną w ten sposób jest Katarzyna Michaela Desdrzik (12 marca 1724). Kolejne, najstarsze nazwiska to Gaweł, Renk, Parol, Nawrat, Sdrzodło (najliczniejsza wówczas rodzina). Pod koniec tego wieku pojawiają się nazwiska znane współcześnie: Niżla (Nizik?), Gall, Langosz, Gariel, Sikora, Dawid.
W 1740 roku Chmielowice kupuje Jan Larisch (posiadający też Kamień Śląski). Pod koniec tego stulecia wieś należy już do Prittwitzów (siedziba rodu była w Dąbrowie Niemodlińskiej). Wiadomo, że pod koniec XVIII wieku we wsi mieszkało 76 osób, działała szkoła, ucząca również dzieci z Żerkowic i Dziekaństwa.
W 1784 roku Chmielowice były typową wsią szlachecką: znajdował się tu folwark, szkoła, 8 zagrodników, 4 chałupników, wieś zamieszkiwało 76 mieszkańców.

## Historia po 1800
W roku 1819 Chmielowice wchodziły w skład majątku rodu von Ziegler und Klipphausen, posiadających zamek we Dąbrowie Niemodlińskiej. Wtedy też przebudowany został budynek pałacowy, powstaje pierwsza wersja ogrodu, dzisiejszego parku. Kolejnymi właścicielami - od 1861 roku - będą członkowie rodu von Donat, szczególnie zapisanego w dziejach Chmielowic. To do nich należał dwór (obecnie mieszczący Dom Dziecka). Herbem rodziny był skaczący koziorożec na czerwonym pagórku. Właściciel Chmielowic, Richard von Donat (1836–1901) był deputowanym Rejencji opolskiej. Był żonaty z Adelą Strachwitz von Groß-Zauche und Camminetz (1847–1933). Strachwitzowie należeli do znamienitych rodów na Śląsku, posiadali liczne kopalnie. Richard von Donat miał czwórkę dzieci – trzy córki: Johannę (1876–1889), Luisę (1877–1894), które przedwcześnie zmarły na gruźlicę oraz Adelę (1879–1947) oraz syna Franza-Xaverego (1880–1953), który po śmierci ojca w 1901 roku zarządzał majątkiem chmielowickim. Zarówno groby dwóch sióstr jak i Adeli i Richarda znajdują się na miejscowym cmentarzu. Na grobach obydwu sióstr, na tylnej stronie kamiennych krzyży znajdują się wyryte inskrypcje biblijne (Iz 43,1 oraz Jr 31,3).

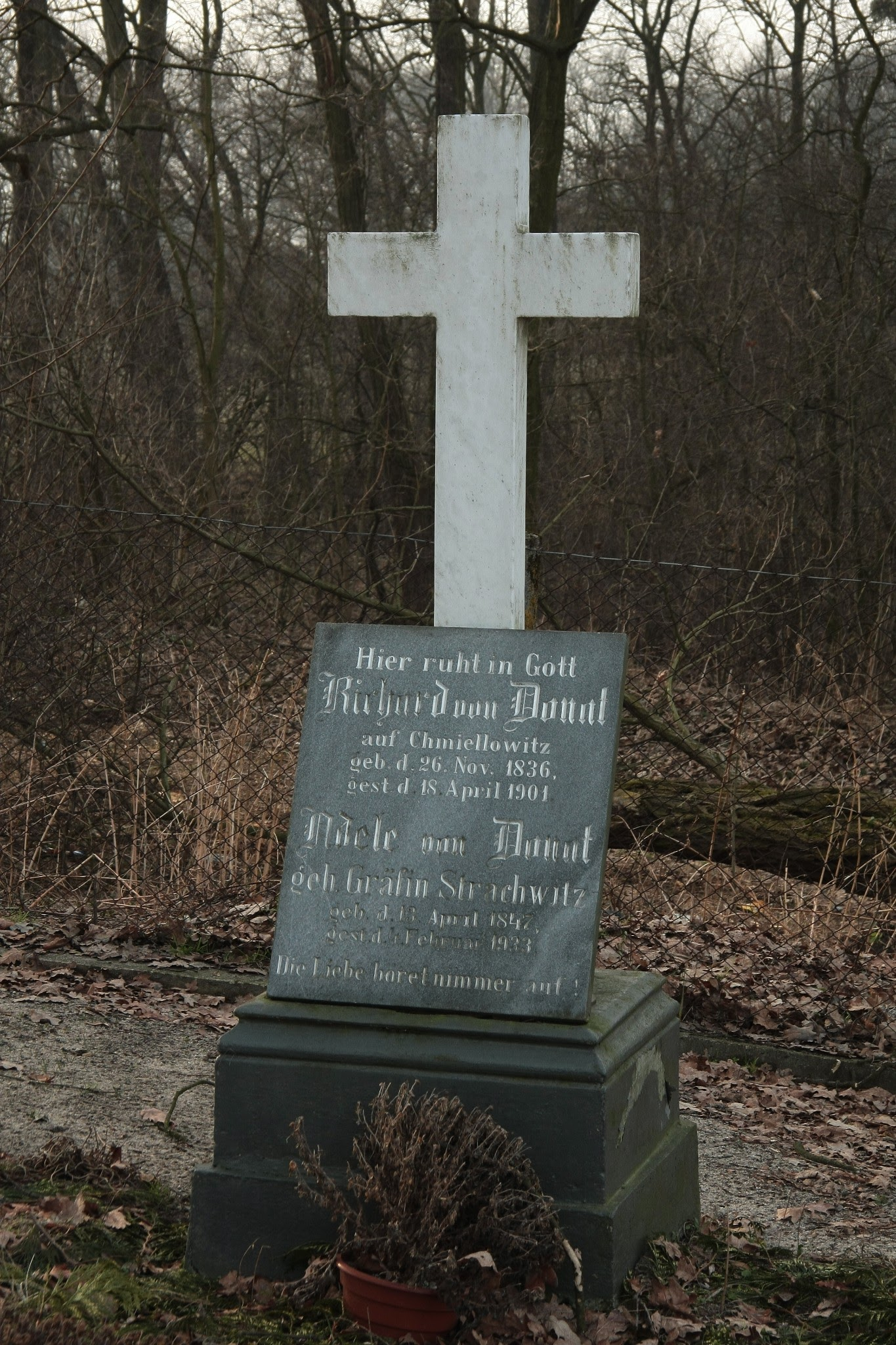
Nagrobek Richarda von Donat i Adeli von Donat z d. Strachwitz
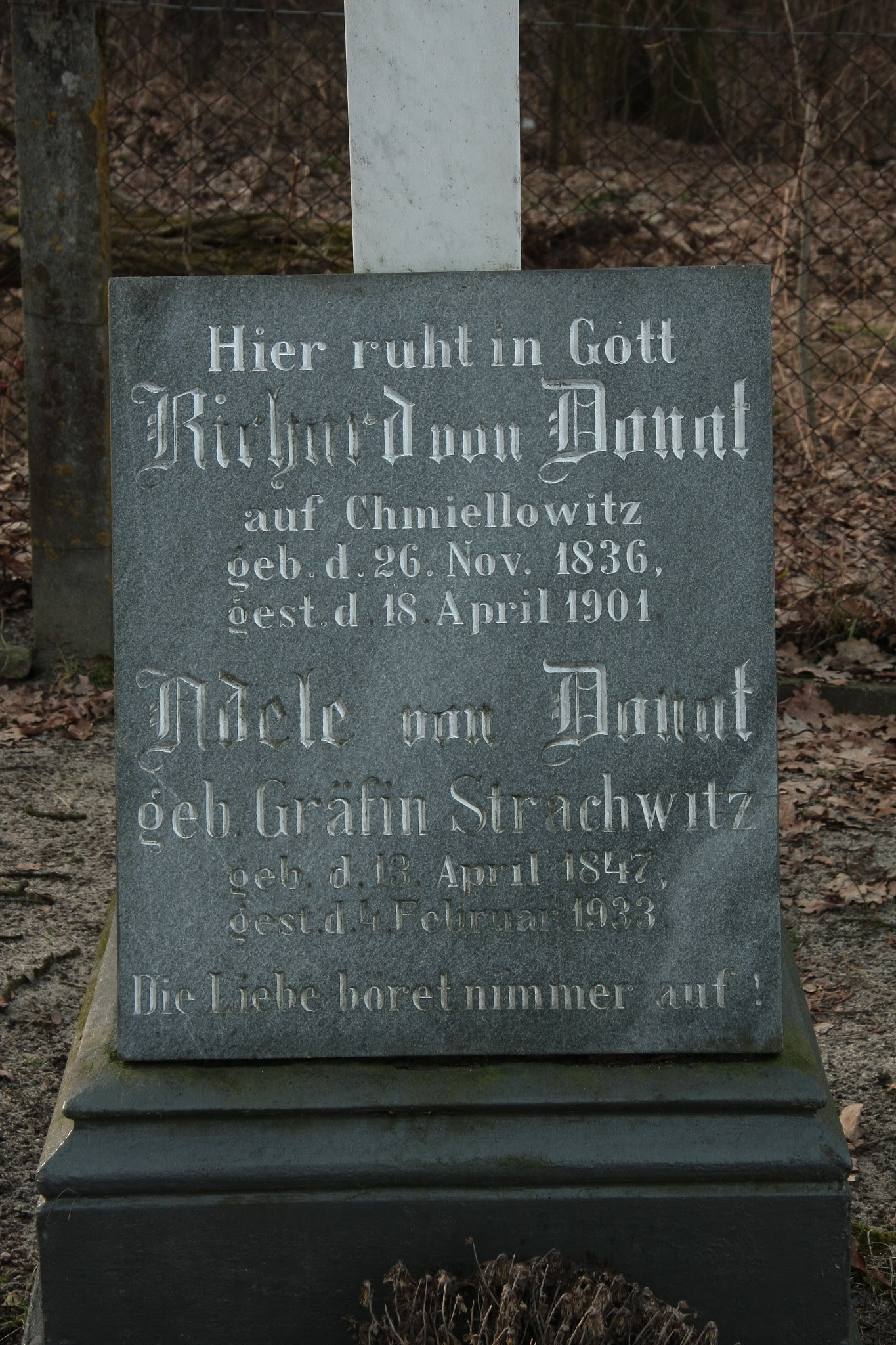
Zbliżenie tablicy epitafijnej
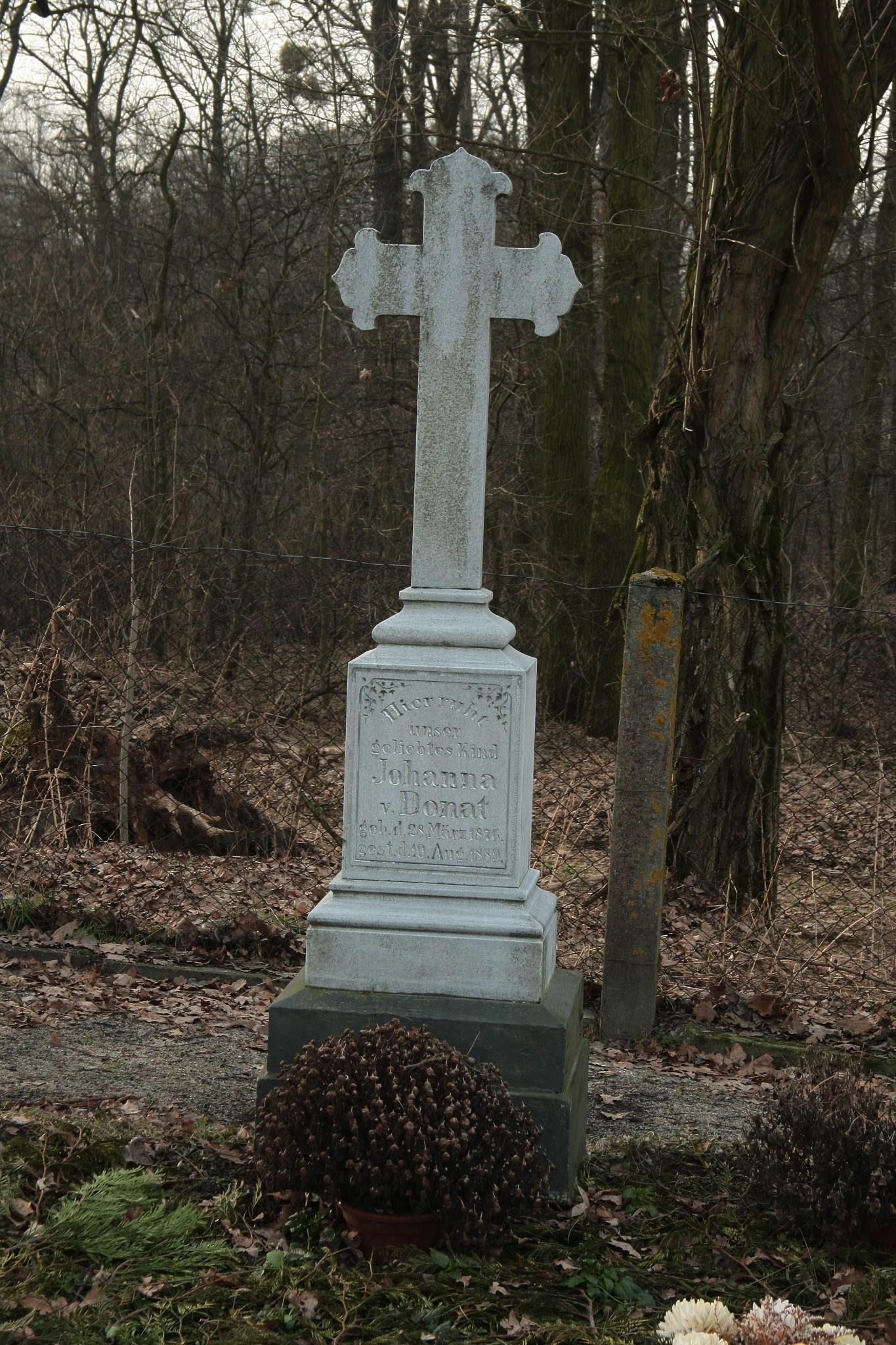
Nagrobek Johanny von Donat
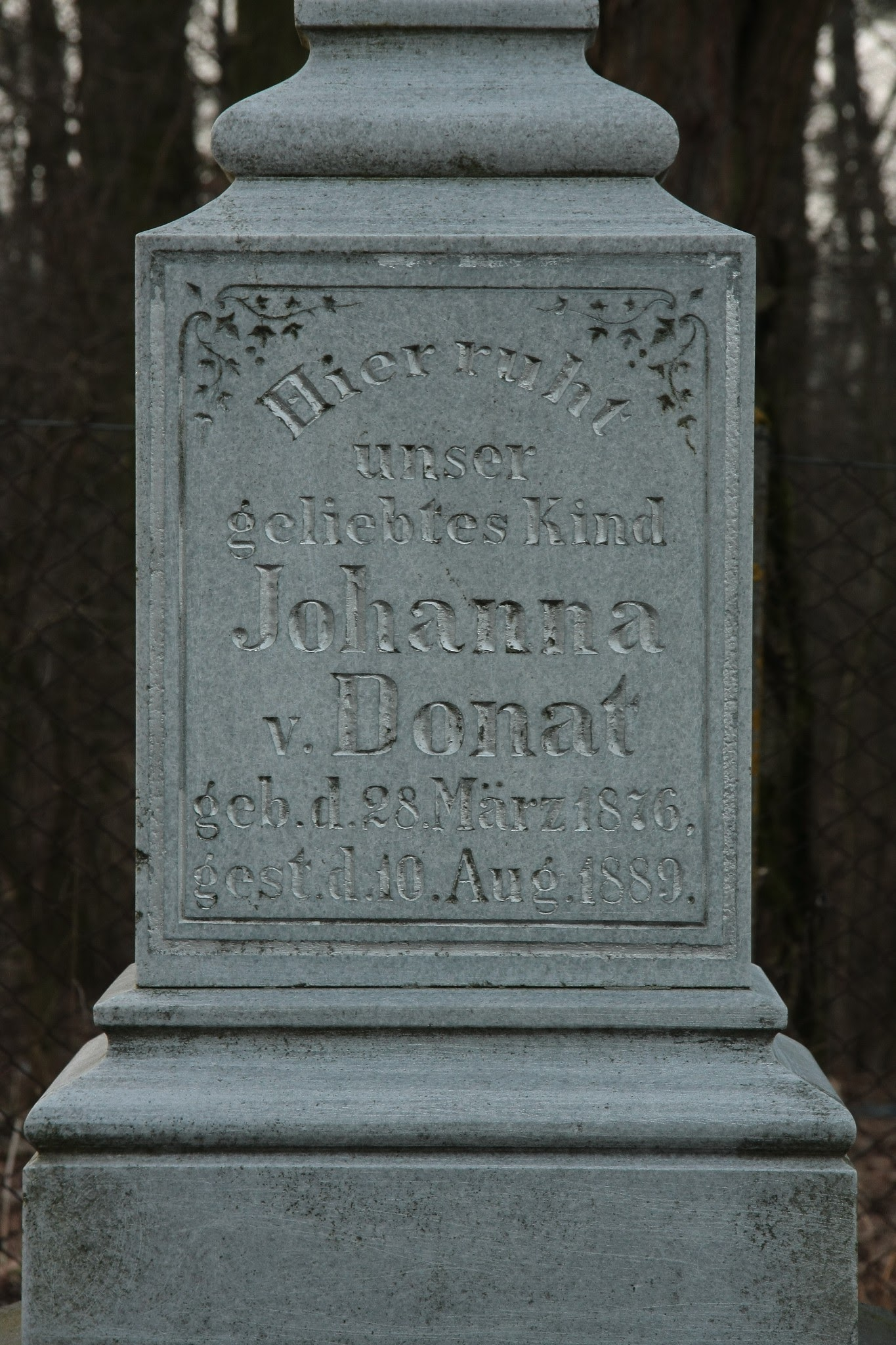
Epitafium Johanny
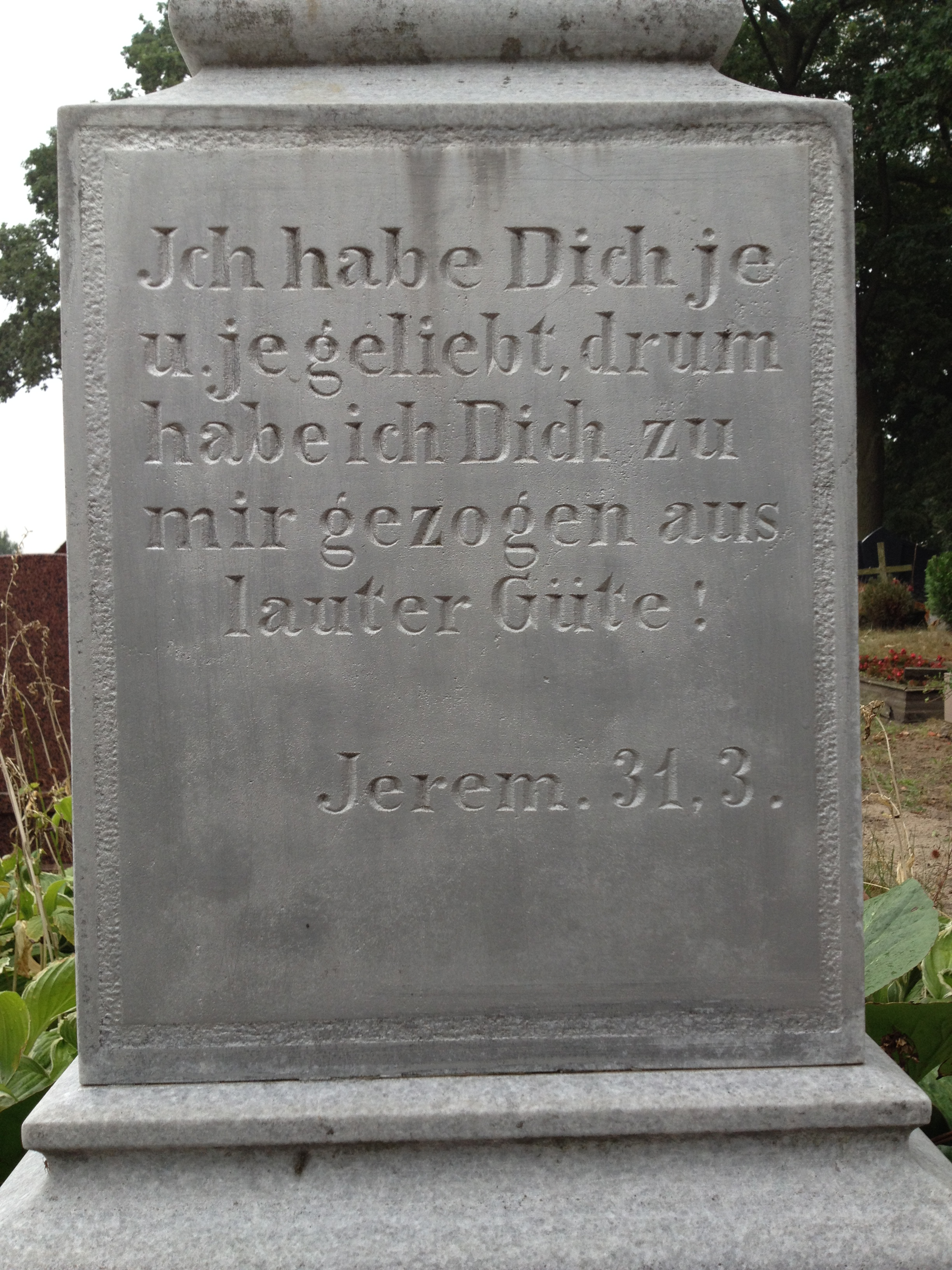
Odwrocie z cytatem
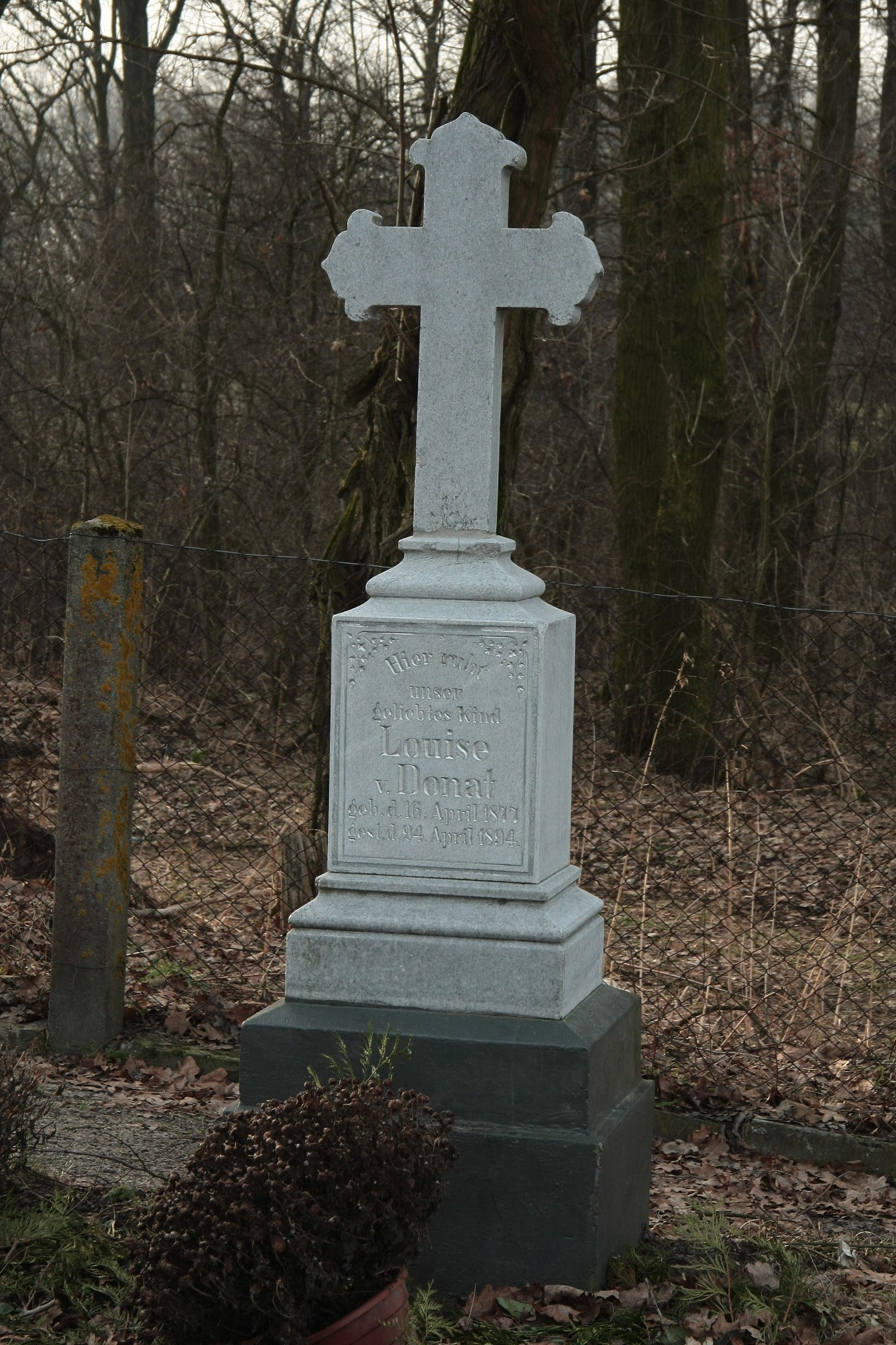
Nagrobek Louise von Donat
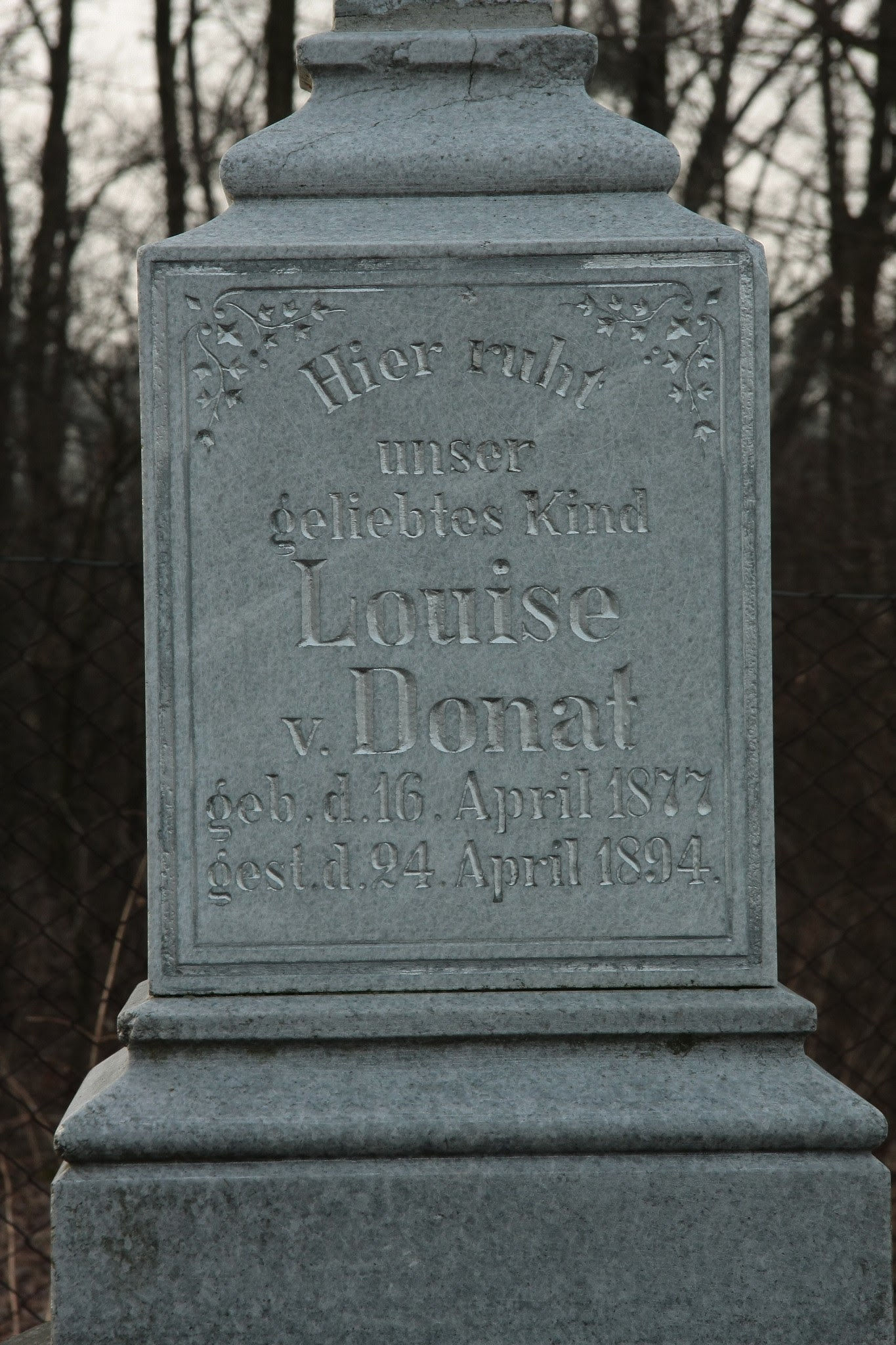
Epitafium Louise
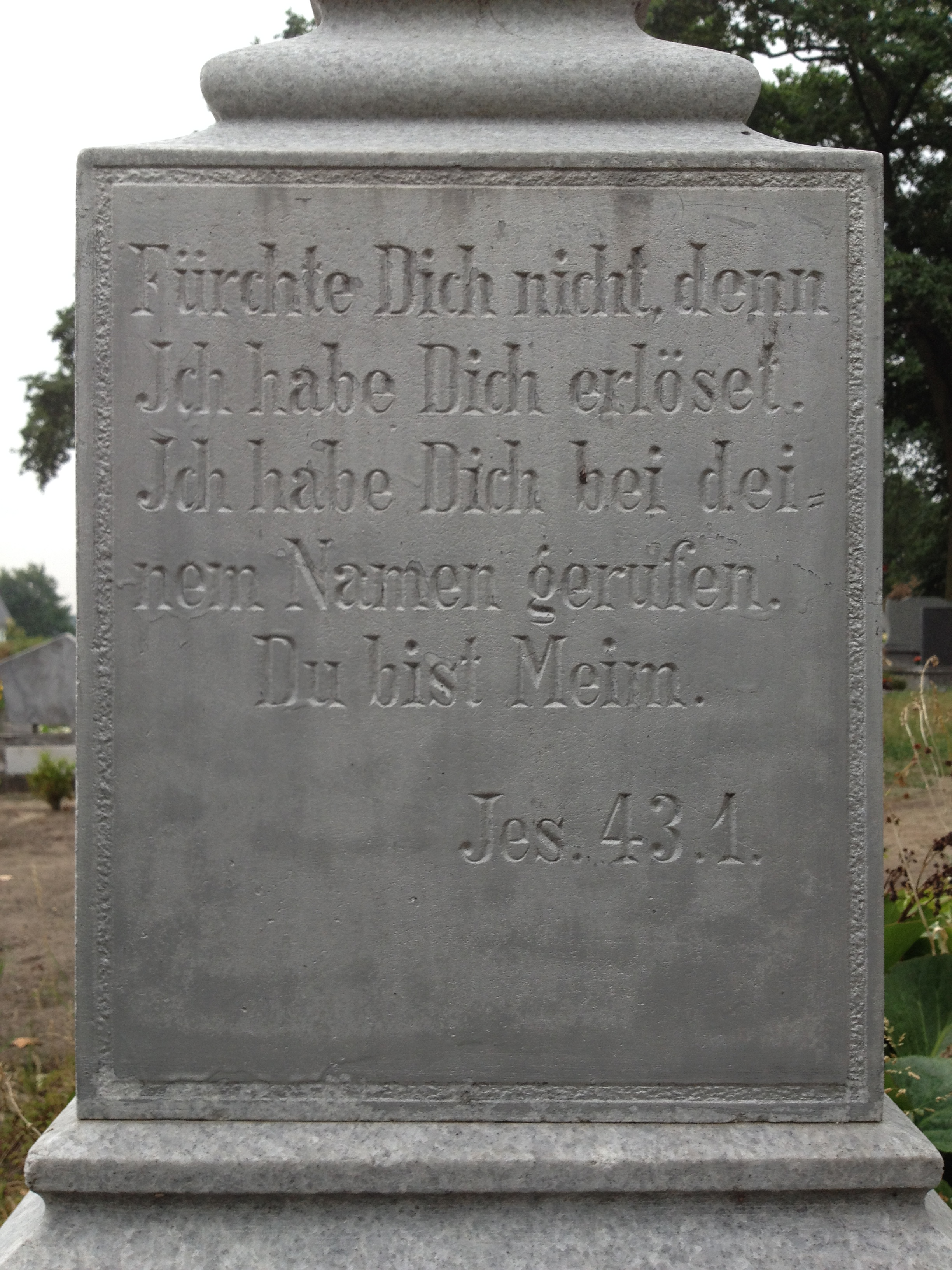
Odwrocie z cytatem

Spis z 1861 r. wykazuje: 187 mieszkańców, 21 domów mieszkalnych, 1 budynek przemysłowy i 15 budynków gospodarczych (bez majątku Donatów). Mieszkańcy uprawiali 50 hektarów (32 ha pól i 10 łąk), von Donatowie posiadali 297 hektarów (242 ha pól, 32 łąk). Większość mieszkańców pracowała w majątku. Wszyscy byli katolikami. Spis z 1890 r. wykazał 249 mieszkańców (219 mówiących po polsku - w 1910 r. proporcje te mają się jak 256:208).
W 1925 roku liczba mieszkańców Chmielowic wynosiła 271 osób, w 1933 - 530, w 1939 roku 729.
Z inicjatywy Xaverego-Richarda powstała we wsi szkoła powszechna i remiza Ochotniczej Straży Pożarnej. Donatowie mieszkali w Chmielowicach do 1929 r., kiedy to Xavier sprzedał dwór i przeniósł się do Wiadrowa w powiecie jaworskim na Dolnym Śląsku i mieszkali tam do czerwca 1946 roku.
Po parcelacji majątku we wsi powstały liczne działki budowlane, na których powstały domu dla wysokich urzędników Rejencji Opolskiej a także kolejarzy kolei niemieckich Deutsche Reichsbahn – zwłaszcza na ulicach o. Feliksa Kosa i Dworcowej, gdzie mieści się jeden z najstarszych domów w Chmielowicach z 1896 r. Sama linia z Opola do Nysy została uruchomiona w 1887 r. Początkowo szlak ten traktowano jako towarowy. W 1892 roku powstał dworzec w Chmielowicach. W latach 30. XX wieku znaczenie kolei sukcesywnie wzrastało – z Opola do Nysy odjeżdżało dziennie 12 pociągów osobowych, w tym dwa pospieszne. Z biegiem lat znaczenie kolei malało i tym samym zabytkowy budynek dworca został wyburzony w połowie lat 80. XX w.
W 1946 liczba mieszkańców wynosiła 539. W roku 1960 Chmielowice zamieszkiwało 769 osób z czego 375 stanowili mężczyźni. 5 lat później stan ludności wynosił 889, z czego 445 to mężczyźni. Powierzchnia miejscowości wynosiła 308,5 ha.
Po II wojnie światowej opustoszały dwór został zamieniony w I oddział szkoły podstawowej. Klasy liczyły po ok. 50 dzieci. Dwór został częściowo przebudowany w latach 70. XX w. Przebudowa ta niestety pozbawiła go licznych elementów zabytkowych. 31 sierpnia 1963 roku na mocy uchwały Prezydium Rady Narodowej w Opolu i Wydziału Oświaty tegoż urzędu w tym miejscu powstał Państwowy Dom Dziecka. W 2008 r. liczył on sobie ok. 30 wychowanków. W 2005 r. dwór przeszedł kolejny remont, zmienił się kolor elewacji zewnętrznej, dokonano remontu dachu i postawiono nowe ogrodzenie. W 2009 r. usunięto stare drzewa i posadzono nowy drzewostan.
W 1980 r. w Chmielowicach wraz z Dziekaństwem i Żerkowicami utworzono samodzielną parafię macierzystą, wydzieloną z parafii św. Józefa w Szczepanowicach (do której Chmielowice należały od 1929 roku). W kościele pw. św. Anny Samotrzeciej, wybudowanym w latach 1985–1990 znajduje się figura św. Anny wraz z Maryją i Jezusem po prawej stronie. Jest to wierna kopia figurki, której oryginał znajduje się w klasztorze św. Anny na Górze Świętej Anny (na trasie Opole – Strzelce Opolskie). Architektem kościoła był Wilhelm Kik. Pierwszym proboszczem parafii w latach 1980-2018 był ks. Alfred Michalik (od 2003 r. z tytułem Dziekana Honorowego). W czerwcu 2006 roku w miejscowości miały miejsce pierwsze prymicje kapłańskie (ks. dr Mateusz Potoczny). Kolejne prymicje miały miejsce w maju 2018 roku. Mszę prymicyjną odprawił ks. Tomasz Łuczkowski. Od dnia 23.08.2018 r. nowym duszpasterzem parafii został ks. Jacek Biernat.
W maju 2010 w Chmielowicach pojawiły się dwujęzyczne tablice z nazwą wsi – niektóre z nich już po kilku godzinach padły ofiarą wandalizmu (zamalowano niemiecką nazwę). Nazwa niemiecka na tablicach została napisana błędnie – Chmielowitz zamiast poprawnego Chmiellowitz.
1 stycznia 2017 miejscowość została włączona do Opola. Tym samym większość ulic zyskała nowe nazewnictwo.

## Zabytki
Do wojewódzkiego rejestru zabytków wpisany jest:
- park dworski, ul. Nyska - Ogrodowa, z XIX w., z poł. XX w. (nr wpisu do rej. 294/94 z 08.12.1994 r.)

W Gminnej Ewidencji Zabytków figurują:
- budynek szkoły z 1911 roku,
- murowana kapliczka w centrum wsi z przełomu XIX/XX w.,
- park dworski z XIX-XX w.,
- budynki mieszkalne (ul. Nyska 11 – 1927 r., ul. Centralna 28 – 1912 r.)

## Organizacje i stowarzyszenia
W połowie 2005 roku powołano formalnie Towarzystwo Przyjaciół Chmielowic, które stawia sobie za cel promowanie miejscowości, pomoc ludziom najuboższym, współpracuje z Domem Dziecka i szkołą, organizuje także liczne imprezy – m.in. „Najpiękniejszy ogród”, „Mamo, tato – baw się razem z nami”. Liczącemu 109 członków (stan na sierpień 2020 r.) towarzystwu od marca 2014 r. przewodniczy prof. dr hab. Anna Pobóg-Lenartowicz. Pod koniec roku 2005 zapadła decyzja by członkiem honorowym została Veronika-Maria von Donat, wdowa po synu dawnego właściciela majątku chmielowickiego.
W dzielnicy działa także Ochotnicza Straż Pożarna. Powstała ona w 1928 roku. W organizowanych zawodach sportowo-pożarniczych jednostka zajęła czołowe miejsca w województwie opolskim, w 1971 roku zdobyła tytuł mistrza województwa, a sekcja młodzieżowa powtórzyła ten sukces w 1973 r. W ważniejszych akcjach jednostka uczestniczyła w gaszeniu pożaru lasu w Kuźni Raciborskiej w 1992 roku oraz przy usuwaniu skutków powodzi w lipcu 1997 roku. Jednostka liczy obecnie 35 czynnych członków.
Oprócz działalności ratowniczej członkowie OSP organizują imprezy kulturalno-oświatowe dla mieszkańców Chmielowic, tj. pikniki strażackie, „wodzenie niedźwiedzia” oraz organizowanie kuligów saneczkowych dla najmłodszych. 15 sierpnia 2008 na boisku odsłonięto pamiątkowy obelisk upamiętniający 80-lecie istnienia chmielowickiej OSP.
Od roku 1999 na terenie dzielnicy działa Ludowy Klub Sportowy, który posiada sekcję piłki nożnej, a w niej drużyny seniorów i juniorów w dwóch klasach rozgrywkowych.

## Komunikacja
Dojazd autobusami miejskimi linii nr 8,17 i 80. Ponadto jest tu także przystanek PKP na trasie do Nysy.